# 解析集合
記述集合論において、ポーランド空間 {\displaystyle X} の部分集合が 解析集合(Analytic set) であるとは、それがあるポーランド空間の連続像であることをいう。この概念を最初に定義したのはルジンとその指導下にあったススリンである。Luzin (1917), Souslin (1917)

## 定義
解析集合の定義にはいくつか同値なものがある。
ポーランド空間の部分空間 A について、以下の条件は全て同値である：
- A が解析集合である。
- A が空集合であるか、またはベール空間 ωω の連続像である。
- A があるポーランド空間におけるボレル集合の連続像である。
- あるポーランド空間 {\displaystyle Y} と ボレル集合 {\displaystyle B\subseteq X\times Y} があって、{\displaystyle A} が {\displaystyle B} の射影であること； すなわち、

{\displaystyle A=\{x\in X|(\exists y\in Y)\langle x,y\rangle \in B\}.}

## 性質
ポーランド空間において、解析集合全体による集合族は可算和、可算交叉、連続像、連続写像の逆像について閉じている。
解析集合の補集合が解析集合であるとは限らない。ススリンは、補集合が解析集合であるような解析集合はボレル集合であることを証明した。（逆に、全てのボレル集合は解析集合であり、ボレル集合は補集合を取る操作について閉じている。）ルジンは交わらない二つの解析集合はボレル集合で分離できることを証明した： すなわち、片方の解析集合を包含し、かつもう片方の解析集合と交わらないボレル集合がとれる。
解析集合はルベーグ可測であり (universally measurable でもある) かつ ベールの性質を持ち、またperfect set propertyを持つ。

## 射影階層
解析集合は射影階層の言葉を用いて {\displaystyle {\boldsymbol {\Sigma }}_{1}^{1}} 集合とも呼ばれる。この太文字は単なる装飾でなく、解析的階層における通常字体の {\displaystyle \Sigma _{1}^{1}} とは異なるものであることを表している。解析集合の補集合の族は {\displaystyle {\boldsymbol {\Pi }}_{1}^{1}} で表される。共通部分 {\displaystyle {\boldsymbol {\Delta }}_{1}^{1}={\boldsymbol {\Sigma }}_{1}^{1}\cap {\boldsymbol {\Pi }}_{1}^{1}} はボレル集合族に他ならない。